# Asterope optima
Asterope optima é uma espécie de borboleta da família Nymphalidae.

## Descrição
A envergadura da Asterope optima pode atingir de 57 a 68 milímetros. A coloração e os padrões desta espécie são bastante variáveis. Normalmente, os lados dorsais das asas são azul-claros, com margens mais pálidas, enquanto os lados inferiores são basicamente acinzentados ou azul-claros, com filas de pequenas manchas pretas e linhas nas asas posteriores e um grande fragmento laranja-avermelhado na metade basal dos posteriores. Os adultos voam durante todo o ano, mas são mais comuns de setembro a novembro.

## Distribuição e habitat
Esta espécie pode ser encontrada no sul da Colômbia, através do Equador, no norte do Peru e no oeste do Brasil. Ocorre em florestas tropicais perenes e semidecíduas, a uma altitude de 100 a 2.400 metros acima do nível do mar.